# Schizotetranychus zhongdianensis
Schizotetranychus zhongdianensis är en spindeldjursart som beskrevs av Wang och Xiaolong Cui 1992. Schizotetranychus zhongdianensis ingår i släktet Schizotetranychus och familjen Tetranychidae. Inga underarter finns listade i Catalogue of Life.